# Chlotrudis Award du meilleur acteur
Le Chlotrudis Award du meilleur acteur (Chlotrudis Award for Best Actor) est une récompense cinématographique américaine décernée depuis 1995 par la Chlotrudis Society for Independent Film lors de la cérémonie annuelle récompensant les meilleurs films indépendants internationaux.

## Palmarès

### Années 1990
- 1995 : (ex æquo)
  - Morgan Freeman pour le rôle d'Ellis Boyd 'Red' Redding dans Les Évadés (The Shawshank Redemption)
  - Wallace Shawn pour le rôle de Vanya dans Vanya, 42e rue (Vanya on 42nd Street)
    - Tom Hanks pour le rôle de Forrest Gump dans Forrest Gump
    - Samuel L. Jackson pour le rôle de Jules Winnfield dans Pulp Fiction
    - Tim Robbins pour le rôle d'Andy Dufresne dans Les Évadés (The Shawshank Redemption)
- 1996 : Sean Penn pour le rôle de Matthew Poncelet dans La Dernière Marche (Dead Man Walking)
  - Nicolas Cage pour le rôle de Ben Sanderson dans Leaving Las Vegas
  - Martin Donovan pour le rôle de Thomas Ludens dans Amateur
  - Harvey Keitel pour le rôle d'Auggie Wren dans Smoke
  - Ian McKellen pour le rôle du roi Richard III dans Richard III
  - Jonathan Pryce pour le rôle de Lytton Strachey dans Carrington
  - Linus Roache pour le rôle du père Greg Pilkington dans Prêtre (Priest)
- 1997 : Billy Bob Thornton pour le rôle de Karl Childers dans Sling Blade
  - Chris Cooper pour le rôle du Sheriff Sam Deeds dans Lone Star
  - Jeff Daniels pour le rôle de Thomas Alden dans L'Envolée sauvage (Fly Away Home)
  - William H. Macy pour le rôle de Jerry Lundegaard dans Fargo
  - Tony Shalhoub pour le rôle de Primo dans À table (Big Night)
  - Noah Taylor pour le rôle de David Helfgott (adolescent) dans Shine
- 1998 : Russell Crowe pour le rôle de Bud White dans L.A. Confidential
  - Johnny Depp pour le rôle de Donnie Brasco / Joseph D. Pistone dans Donnie Brasco
  - Martin Donovan pour le rôle de Martyn Wyatt dans Une vie normale (Hollow Reed)
  - Al Pacino pour le rôle de Benjamin 'Lefty' Ruggiero dans Donnie Brasco
  - Guy Pearce pour le rôle d'Ed Exley dans L.A. Confidential
  - Kôji Yakusho pour le rôle de Shohei Sugiyama dans Shall We Dance? (Shall we ダンス?)
- 1999 : Ian McKellen pour le rôle de James Whale dans Ni dieux ni démons (Gods and Monsters)
  - Evan Adams pour le rôle de Thomas Builds-the-Fire dans Smoke Signals
  - Roberto Benigni pour le rôle de Guido Orefice dans La vie est belle (La vita è bella)
  - Danny DeVito pour le rôle de Pat Francato dans D'une vie à l'autre (Living Out Loud)
  - Stephen Fry pour le rôle d'Oscar Wilde dans Oscar Wilde (Wilde)
  - Nick Nolte pour le rôle de Wade Whitehouse dans Affliction
  - Edward Norton pour le rôle de Derek Vinyard dans American History X

### Années 2000
- 2000 : Kevin Spacey pour le rôle de Lester Burnham dans American Beauty
  - Matthew Broderick pour le rôle de Jim McAllister dans L'Arriviste (Election)
  - Rupert Everett pour le rôle de Lord Arthur Goring dans Un mari idéal (An Ideal Husband)
  - Richard Farnsworth pour le rôle d'Alvin Straight dans Une histoire vraie (The Straight Story)
  - Bob Hoskins pour le rôle de Joe Hilditch dans Le Voyage de Félicia (Felicia's Journey)
  - Don McKellar pour le rôle de Patrick Wheeler dans Last Night
  - Jason Schwartzman pour le rôle de Max Fischer dans Rushmore
  - Ben Silverstone pour le rôle de Steven Carter dans Comme un garçon (Get Real)
- 2001 : Christian Bale pour le rôle de Patrick Bateman dans American Psycho
  - Daniel Auteuil pour le rôle de Gabor dans La Fille sur le pont
  - Jamie Bell pour le rôle de Billy Elliot dans Billy Elliot
  - Dan Futterman pour le rôle de Charlie dans Urbania
  - Denis Lavant pour le rôle de Robert dans Les Cinq Sens (The Five Senses)
  - Sean Penn pour le rôle d'Emmet Ray dans Accords et Désaccords (Sweet and Lowdown)
  - Mark Ruffalo pour le rôle de Terry Prescott dans Tu peux compter sur moi (You Can Count on Me)
  - Mike White pour le rôle de Buck O'Brien dans Chuck & Buck
- 2002 : John Cameron Mitchell pour le rôle de Hansel Schmidt / Hedwig Robinson dans Hedwig and the Angry Inch
  - Daniel Auteuil pour le rôle du capitaine dans La Veuve de Saint-Pierre
  - Javier Bardem pour le rôle de Reinaldo Arenas dans Avant la nuit (Before Night Falls)
  - Robert Forster pour le rôle d'Eddie Miller dans Diamond Men
  - Tony Leung pour le rôle de Chow Mo-wan dans In the Mood for Love
  - Billy Bob Thornton pour le rôle d'Ed Crane dans The Barber (The Man Who Wasn't There)
  - Tom Wilkinson pour le rôle de Matt Fowler dans In the Bedroom
  - Ray Winstone pour le rôle de Gary 'Gal' Dove dans Sexy Beast
- 2003 : Jake Gyllenhaal pour le rôle de Donnie Darko dans Donnie Darko
  - Nicolas Cage pour le rôle de Charlie Kaufman / Donald Kaufman dans Adaptation.
  - Cui Lin pour le rôle de Gui dans Beijing Bicycle (十七岁的单车)
  - Gael García Bernal pour le rôle de Julio Zapata dans Y tu mamá también
  - Anthony LaPaglia pour le rôle de Leon Zat dans Lantana
  - Adam Sandler pour le rôle de Barry Egan dans Punch-Drunk Love
  - Stellan Skarsgård pour le rôle de Tomas Heller dans Aberdeen
  - James Spader pour le rôle d'E. Edward Grey dans La Secrétaire (Secretary)
- 2004 : Philip Seymour Hoffman pour le rôle de Dan Mahowny dans Mister Cash (Owning Mahowny)
  - Javier Bardem pour le rôle d'Agustín Rejas dans La Danse de l'oubli (The Dancer Upstairs)
  - Bruce Campbell pour le rôle d'Elvis Presley / Sebastian Haff dans Bubba Ho-tep
  - Peter Dinklage pour le rôle de Finbar McBride dans The Station Agent
  - Paul Giamatti pour le rôle de Harvey Pekar dans American Splendor
  - Bill Murray pour le rôle de Bob Harris dans Lost in Translation
  - Campbell Scott pour le rôle de David Hurst dans The Secret Lives of Dentists
- 2005 : Gael García Bernal pour le rôle d'Ángel / Juan / Zahara dans La Mauvaise Éducation (La Mala Educación)
  - Tadanobu Asano pour le rôle de Kenji dans Last Life in the Universe (เรื่องรัก น้อยนิด มหาศาล)
  - Kevin Bacon pour le rôle de Walter dans The Woodsman
  - Paul Giamatti pour le rôle de Miles Raymond dans Sideways
  - Tony Leung pour le rôle de Chan Wing-Yan dans Infernal Affairs (無間道)
  - Jamie Sives pour le rôle de Wilbur dans Wilbur (Wilbur begår selvmord)
- 2006 : Philip Seymour Hoffman pour le rôle de Truman Capote dans Truman Capote (Capote)
  - Mathieu Amalric pour le rôle d'Ismaël Vuillard dans Rois et Reine
  - Romain Duris pour le rôle de Thomas Seyr dans De battre mon cœur s'est arrêté
  - Bruno Ganz pour le rôle d'Adolf Hitler dans La Chute (Der Untergang)
  - Heath Ledger pour le rôle d'Ennis del Mar dans Le Secret de Brokeback Mountain (Brokeback Mountain)
  - David Strathairn pour le rôle d'Edward R. Murrow dans Good Night and Good Luck
- 2007 : Vincent Lindon pour le rôle de Marc Thiriez dans La Moustache
  - Daniel Auteuil pour le rôle de Georges Laurent dans Caché
  - Gael García Bernal pour le rôle de Stéphane Miroux dans La Science des rêves
  - Ryan Gosling pour le rôle de Dan Dunne dans Half Nelson
  - Guy Pearce pour le rôle de Charlie Burns dans The Proposition
  - Ray Winstone pour le rôle du capitaine Stanley dans The Proposition
- 2008 : Daniel Day-Lewis pour le rôle de Daniel Plainview dans There Will Be Blood
  - Casey Affleck pour le rôle de Robert Ford dans L'Assassinat de Jesse James par le lâche Robert Ford (The Assassination of Jesse James by the Coward Robert Ford)
  - Ryan Gosling pour le rôle de Lars Lindstrom dans Une fiancée pas comme les autres (Lars and the Real Girl)
  - Philip Seymour Hoffman pour le rôle d'Andy Hanson dans 7 h 58 ce samedi-là (Before the Devil Knows You're Dead)
  - Gordon Pinsent pour le rôle de Grant Anderson dans Loin d'elle (Away from Her)
  - Sam Riley pour le rôle d'Ian Curtis dans Control
- 2009 : Richard Jenkins pour le rôle de Walter Vale dans The Visitor
  - Brendan Gleeson pour le rôle de Ken dans Bons baisers de Bruges (In Bruges)
  - Sean Penn pour le rôle de Harvey Milk dans Harvey Milk (Milk)
  - Mickey Rourke pour le rôle de Randy 'The Ram' Robinson dans The Wrestler
  - Jean-Claude Van Damme pour le rôle de JCVD dans JCVD

### Années 2010
- 2010 : Colin Firth pour le rôle de George Falconer dans A Single Man
  - Nicolas Cage pour le rôle de Terence McDonagh dans Bad Lieutenant : Escale à La Nouvelle-Orléans (The Bad Lieutenant: Port of Call New Orleans)
  - Baard Owe pour le rôle d'Odd Horten dans La Nouvelle vie de Monsieur Horten (O' Horten)
  - Jeremy Renner pour le rôle du sergent William James dans Démineurs (The Hurt Locker)
  - Sam Rockwell pour le rôle de Sam Bell dans Moon
- 2011 :  (ex æquo)
  - Ryan Gosling pour le rôle de Dean dans Blue Valentine
  - Philip Seymour Hoffman pour le rôle de Jack dans Rendez-vous l'été prochain (Jack Goes Boating)
    - Vincent Cassel pour le rôle de Jacques Mesrine dans Mesrine : L'Instinct de mort
    - Colin Firth pour le rôle du roi George VI dans Le Discours d'un roi (The King's Speech)
    - Anthony Mackie pour le rôle de Marcus Washington dans Night Catches Us
    - Alexander Siddig pour le rôle de Tareq Khalifa dans Cairo Time
- 2012 : Michael Shannon pour le rôle de Curtis LaForche dans Take Shelter
  - Javier Bardem pour le rôle d'Uxbal dans Biutiful
  - Tom Cullen pour le rôle de Russell dans Week-end (Weekend)
  - Jean Dujardin pour le rôle de George Valentin dans The Artist
  - Chris New pour le rôle de Glen dans Week-end (Weekend)
  - Stellan Skarsgård pour le rôle d'Ulrik dans Un chic type (En ganske snill mann)
- 2013 : John Hawkes pour le rôle de Mark O'Brien dans The Sessions
  - Frank Langella pour le rôle de Franck dans Robot and Frank
  - Denis Lavant pour le rôle de M. Oscar dans Holy Motors
  - Peter Mullan pour le rôle de Franck dans Tyrannosaur
  - Matthias Schoenaerts pour le rôle de Jacky Vanmarsenille dans Bullhead (Rundskop)
  - Matthias Schoenaerts pour le rôle d'Ali dans De rouille et d'os
- 2014 : Mads Mikkelsen pour le rôle de Lucas dans La Chasse (Jagten)
  - Gael García Bernal pour le rôle de René Saavedra dans No
  - Toby Jones pour le rôle de Gilderoy dans Berberian Sound Studio
  - Daniel Radcliffe pour le rôle d'Allen Ginsberg dans Kill Your Darlings
  - Miles Teller pour le rôle de Sutter dans The Spectacular Now
- 2015 : Tom Hardy pour le rôle de Ivan Locke dans Locke
  - Michael Keaton pour le rôle de Riggan Thomson dans Birdman
  - Jesse Eisenberg pour le rôle de Simon / James dans The Double
  - Masaharu Fukuyama pour le rôle de Ryota Nonomiya dans Tel père, tel fils
  - Adam Bakri pour le rôle-titre dans Omar
  - Miles Teller pour le rôle de Andrew Neiman dans Whiplash